# 악인
《악인》(悪人)은 일본의 소설가 요시다 슈이치의 장편 소설으로, 이를 원작으로 도호 배급으로 2010년 영화화되었다.

## 개요
2006년 3월 24일부터 2007년 1월 29일까지 아사히 신문에 연재됐으며, 2007년에 아사히 신문사에서 출판됐다. 2010년 11월 기준으로 아사히 문고판이 210만 부를 돌파했다.
제61회 마이니치 출판 문화상과 제34회 오사라기 지로상을 수상했으며, 2008년도 서점 대상에서는 4위에 올랐다.
2010년 7월 7일에 다바이모가 그림책 판을 출판했으며, 같은 해 9월 11일에 츠마부키 사토시가 주연을 맡은 실사 영화가 개봉되었다.

## 줄거리
보험설계사 이시바시 요시노가 토목공 시미즈 유이치에게 살해당했다. 시미즈는 다른 여자인 마고메 미츠요와 함께 도피한다.
왜 사건이 일어났는가? 사건 당시 용의자는 부잣집 대학생 마스오 케이고였으나, 구속된 마스오의 진술과 새로운 증언자를 통해, 혐의의 초점이 시미즈 유이치에게 옮겨 간다.

## 영화
《악인》(悪人)은 이상일 감독의 일본 영화이다. 2010년 9월 11일, 도호 배급으로 개봉되었다.

### 등장인물
- 시미즈 유이치 - 츠마부키 사토시

토목공이며, 미츠요와 도망간다.
- 마고메 미츠요 - 후카츠 에리

양복점 판매원. 유이치와 함께 도망간다.
- 마스오 케이고 - 오카다 마사키

대학생. 유복하며, 자유로운 영혼이다.
- 이시바시 요시노 - 미츠시마 히카리

보험설계사. 시체로 발견된다.
- 사노 형사 - 시오미 산세이

후쿠오카 현청의 형사.
- 쿠보 형사 - 이케우치 만사쿠

후쿠오카 현청의 형사.
- 야지마 노리오 - 미츠이시 켄

유이치의 삼촌. 유이치가 다니는 회사를 경영하고 있다.
- 시미즈 유리코 - 요 키미코

유이치의 엄마. 유이치와 떨어져 양과자점을 경영하고 있다.
- 츠츠미시타 - 마츠오 스즈키

악덕 판매원.
- 츠루타 - 나가야마 켄토

마스오의 친구인 대학생.
- 시미즈 - 키키 키린

유이치의 할머니.
- 이시바시 요시오 - 에모토 아키라

요시노의 아버지. 이발소 경영.

### 제작진
- 감독 - 이상일
- 원작 - 요시다 슈이치
- 각본 - 요시다 슈이치, 이상일
- 음악 - 히사이시 조
- 배급 - 도호

### 주제가
- 후쿠하라 미호 〈Your Story〉

### 수상 정보
- 제34회 몬트리올 국제 영화제: 여우주연상
- 제34회 야마지 후미코 영화제: 영화상, 신인여우상
- 제23회 닛칸 스포츠 영화 대상: 작품상, 남우주연상, 여우주연상
- 제35회 호치 영화제: 작품상, 여우주연상, 남우조연상 (에모토 아키라)
- 제84회 키네마 준보 베스트 10: 일본 영화 1위, 일본 영화 감독상, 일본 영화 각본상, 남우조연상[3]
- 제65회 마이니치 영화 콩쿨: 일본 영화 대상
- 제53회 블루리본상: 남우주연상
- 제34회 일본 아카데미상: 최우수 남우주연상, 최우수 여우주연상, 최우수 남우조연상 (에모토 아키라), 최우수 여우조연상 (기키 기린), 최우수 음악상